# Cementerio Jovánskoye
El Cementerio Jovánskoye (en ruso: Хованское кладбище), también conocido como cementerio Nikolo-Jovánskoye (Николо-Хованское кладбище), es un cementerio de gran tamaño y en expansión, el cual presta servicio a la ciudad de Moscú, capital de Rusia. Se encuentra ubicado en el distrito de Leninski, óblast de Moscú, más allá de la autopista de circunvalación de Moscú, en el mojón del kilómetro 21 de la autopista de Kiev junto a las urbanizaciones de Mosrentgen y Nikolo-Jovánskoye.
El cementerio de Jovánskoye es el más grande de Europa, con más de 1 970 000 m². Se divide en tres partes más pequeñas: el cementerio central de Jovánskoye, que se construyó en 1972 y cubre 977 200 m², el cementerio norte de Jovánskoye, inaugurado en 1978 y que cubre 600 000 m², y el cementerio occidental de Jovánskoye, que entró en servicio en 1992 y cubre 501 200 m². Una capilla ortodoxa rusa, que ha sido visitada por el patriarca Alejo II, se encuentra en los terrenos del cementerio. En 1988 se construyó un crematorio para quienes deseen utilizar este servicio.
El 14 de mayo de 2016, tres trabajadores migrantes de Tayikistán murieron en el cementerio durante una pelea en la que intervinieron cientos de jóvenes, en su mayoría delincuentes del norte del Cáucaso, y un grupo de migrantes en su mayoría tayikos quienes hacían mantenimiento a las tumbas. Según los fiscales rusos, esta pelea fue el resultado de una disputa entre un exoficial de la policía de Moscú, Nikita Moshenko, y Yury Chabuyev del servicio funerario de la ciudad de Moscú, por la toma del control del negocio de mantenimiento de las tumbas del cementerio, un negocio en aquel entonces, por valor de 20 millones de rublos al mes, unos 341 000 dólares estadounidenses de la época.

## Personas destacadas
Entre otras personalidades allí sepultadas, se destacan:
- Vasili Aleksanian
- Iskra Babich
- Dmitri Bystroliotov
- África de las Heras
- Borís Delaunay
- Alekséi Jomich
- Ruslana Korshunova[6]
- Viktor Kosykh
- Iván Safronov
- Aleksandr Dmítrievich Ogoródnik